# 벤저민 그레이엄
벤저민 그레이엄(영어: Benjamin Graham, 1894년 5월 9일 ~ 1976년 9월 21일)은 영국 태생의 미국의 투자가이자, 경제학자, 교수이다. 증권분석의 창시자이자 가치투자의 아버지로 널리 잘 알려져 있다. 저서는 《현명한 투자자》, 《증권분석》, 《벤저민 그레이엄 자서전》이 있다. 벤저민 그레이엄의 투자철학은 행동경제학, 부채의 최소화, 매수후 유지, 기본적 분석, 분산투자, 안전마진내 매수, 행동주의 투자 그리고 역발상에 중점을 둔다.
스무살의 나이에 컬럼비아 대학교를 졸업하고 월가에서 직업경력을 시작해서 후에 그레이엄-뉴먼 파트너십을 설립한다. 예전 제자이자 미래의 버크셔 헤서웨이 운영자인 워렌 버핏을 고용한 후에 모교인 컬럼비아 대학교에서 교수직을 수락했고, 후에 UCLA 앤더슨 경영학 대학원에서도 강의한다.

## 어린 시절
벤저민 그레이엄은 영국 런던에서 유대계 부부 사이에서 벤저민 그로스바움(Benjamin Grossbaum)으로 태어났다. 1살 때 가족과 함께 미국 뉴욕시로 이주했다. 아버지가 돌아가신 후 가난을 겪었고, 공부를 열심히 해서 컬럼비아 대학교에서 차석 졸업했다. 영문학, 수학, 철학을 강의하라는 제안을 거절하고 월가에서 일을 하기로 선택했다.

## 투자와 학문 경력
그레이엄은 데이비드 도드와 함께 자신의 첫 저서인 《증권분석》을 1934년에 발간한다.

## 사생활
《스노우볼》에 따르면 그레이엄은 아들 사후에 그 여자친구인 마리 루이지 말루 아민구스와 친분을 맺는다.

## 같이 보기
- 워렌 버핏